# Canavalia rosea
Canavalia rosea (sin. C. maritima), comúnmente mate de costa, haba poroto de playa, haba de bahía, o haba poroto de MacKenzie, es una enredadera hallada en dunas tropicales y subtropicales.

## Descripción
Es una robusta planta herbácea perennifolia , trepadora que alcanza los  1,8-10 m de longitud, los tallos una suave pelusa cuando son jóvenes y posteriormente son glabros. 

## Ecología
Se encuentra en los trópicos de ambos hemisferios, en la arena de la playa o cerca de la costa entre matorrales, usualmente con Ipomoea pes-caprae; raramente se encuentra en zonas del interior. 
Se distribuye por Comoras, África, Asia y América.

## Sinonimia
- Dolichos roseus Sw. (1788)
- Canavalia maritima Thouars (1813)
- Canavalia obtusifolia DC. (1825)
- Dolichos maritimus Aubl. (1775)
- Dolichos obtusifolius Lam. (1786)
- Canavalia moneta Welw. (1859)
- Dolichos baueriana Endl.
- Dolichos emarginatus Jacq. (1797)
- Dolichos littoralis Vell.
- Dolichos miniatus Kunth
- Dolichos obcordatus Roxb.
- Dolichos obovatus Schumach. & Thonn.
- Dolichos rotundifolius Vahl[5]

## Galería

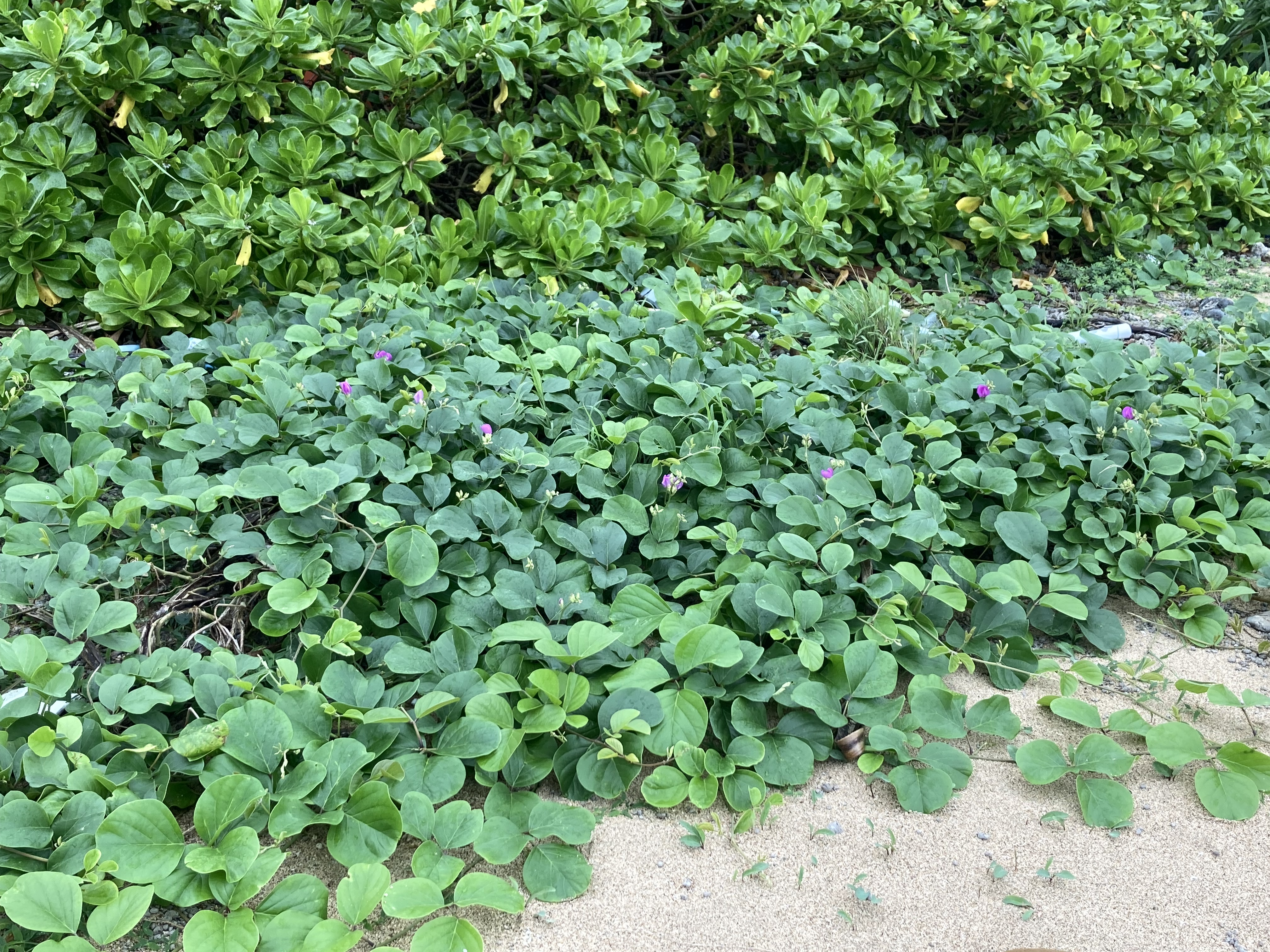
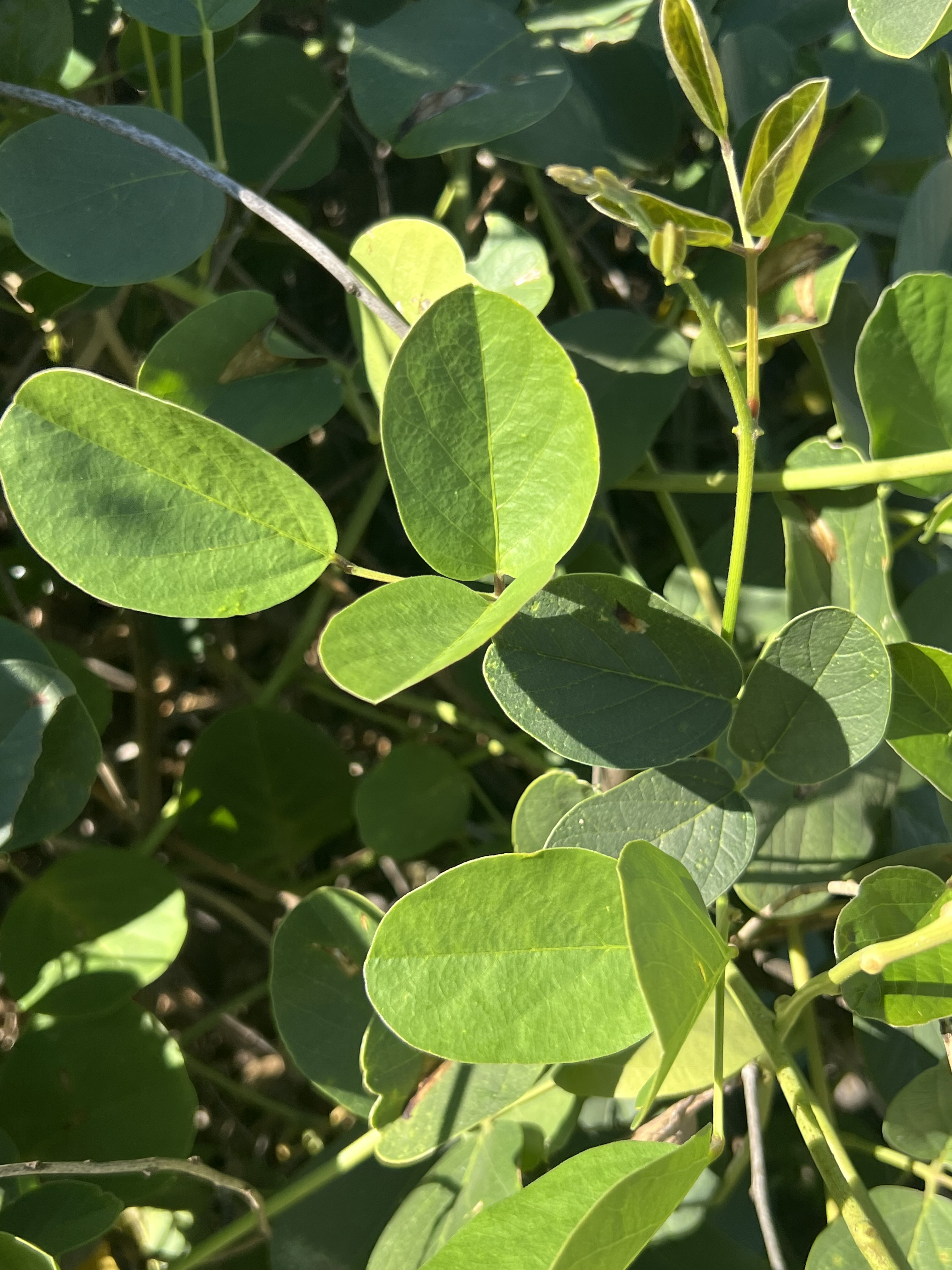
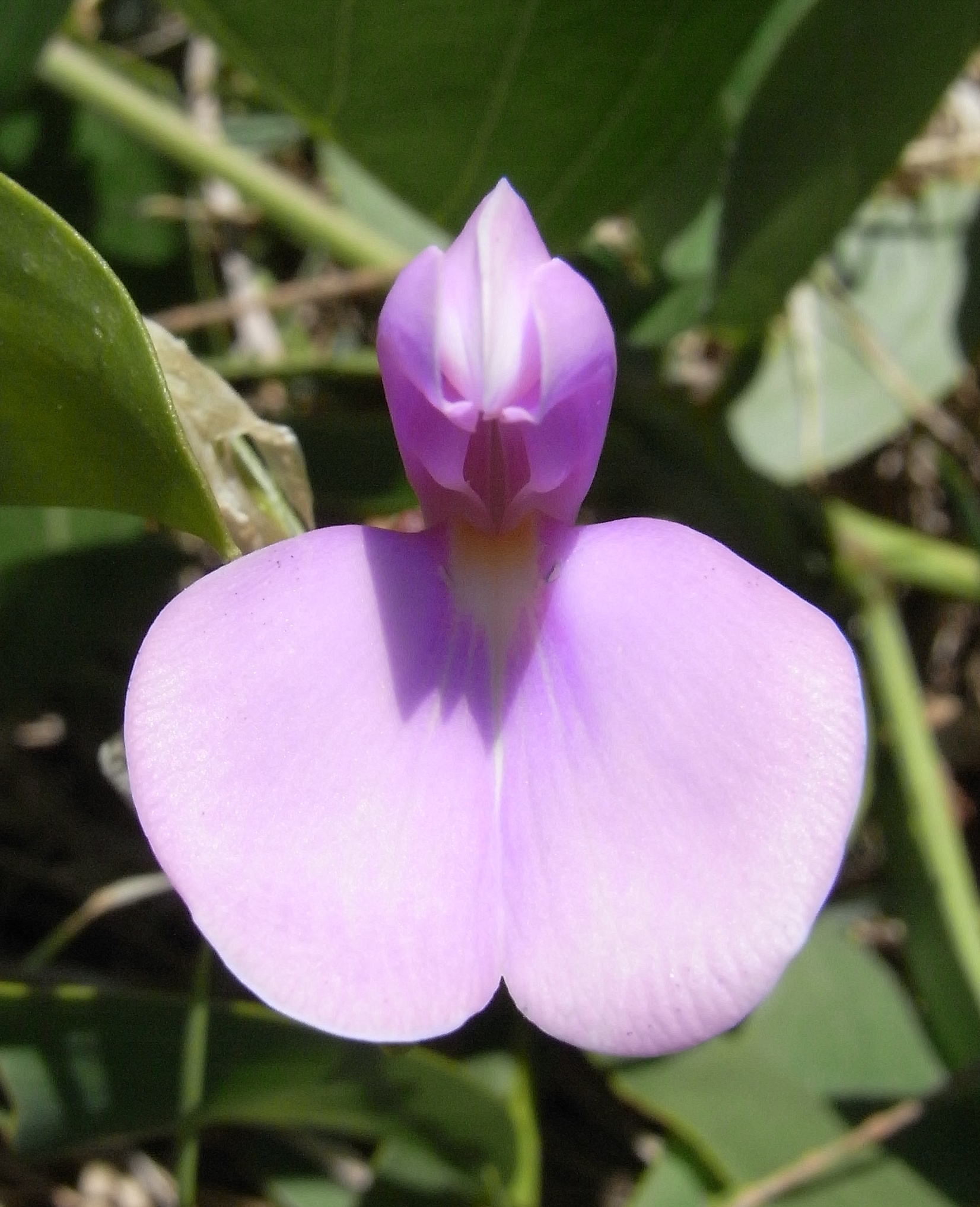
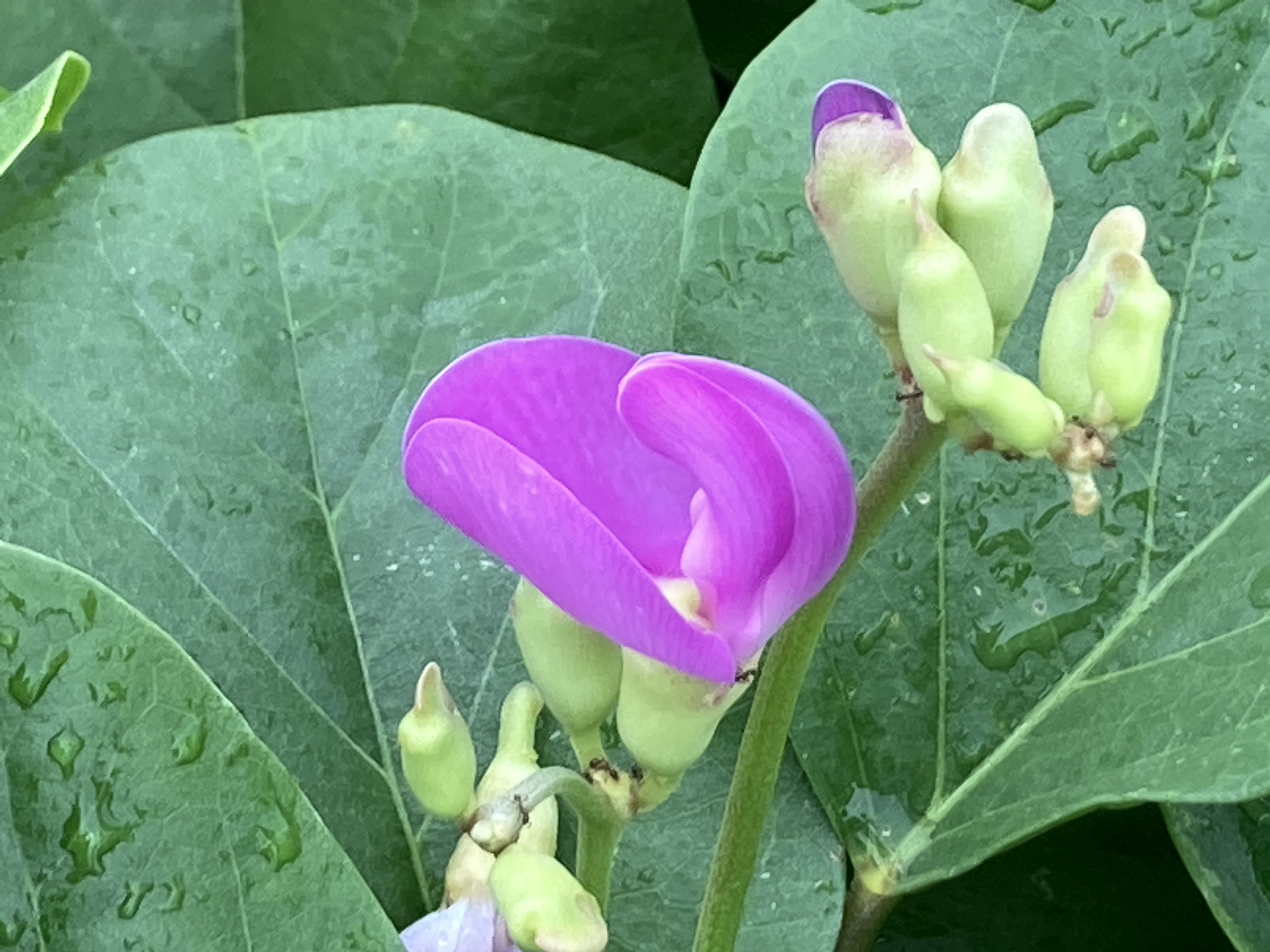
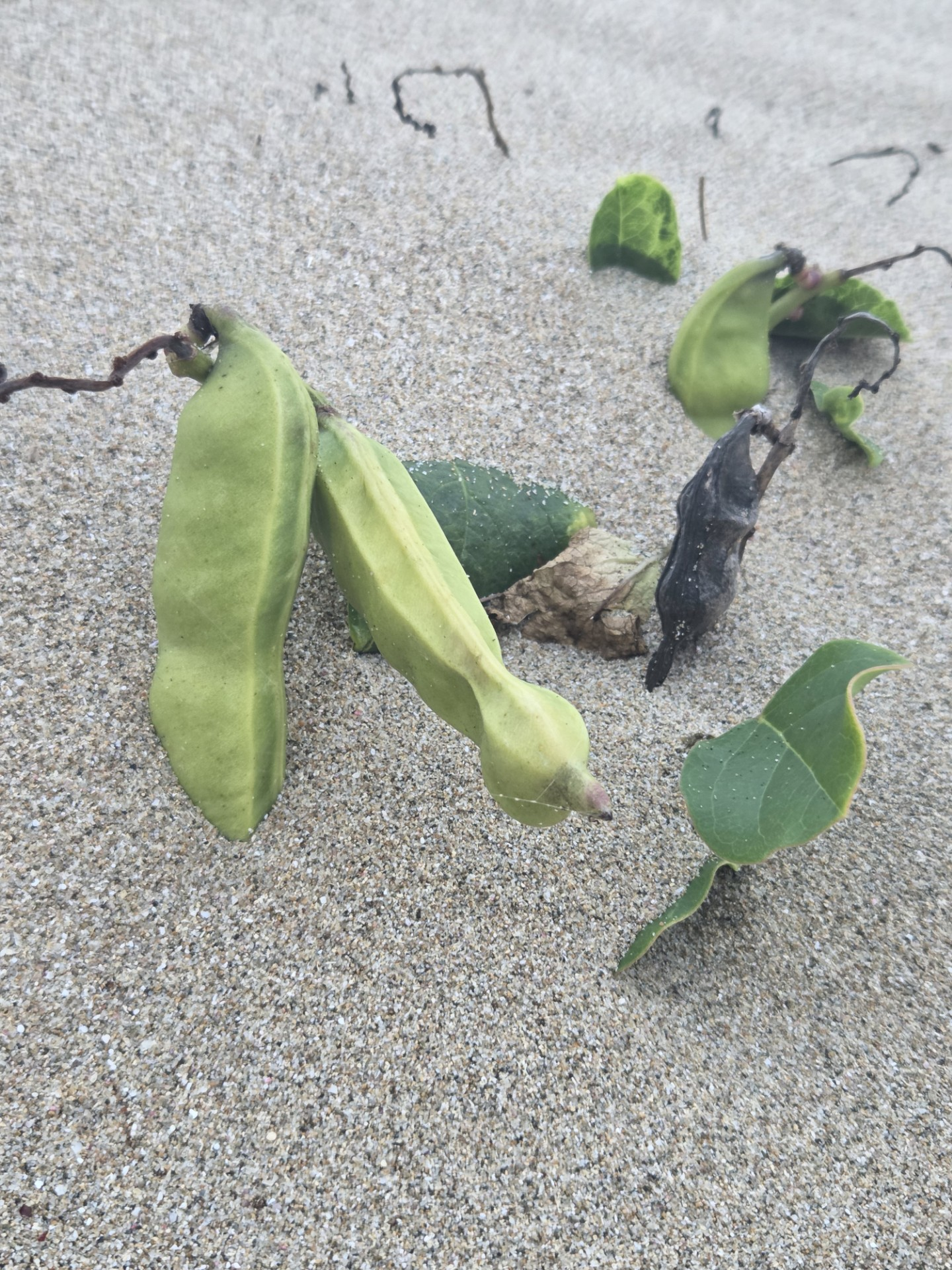
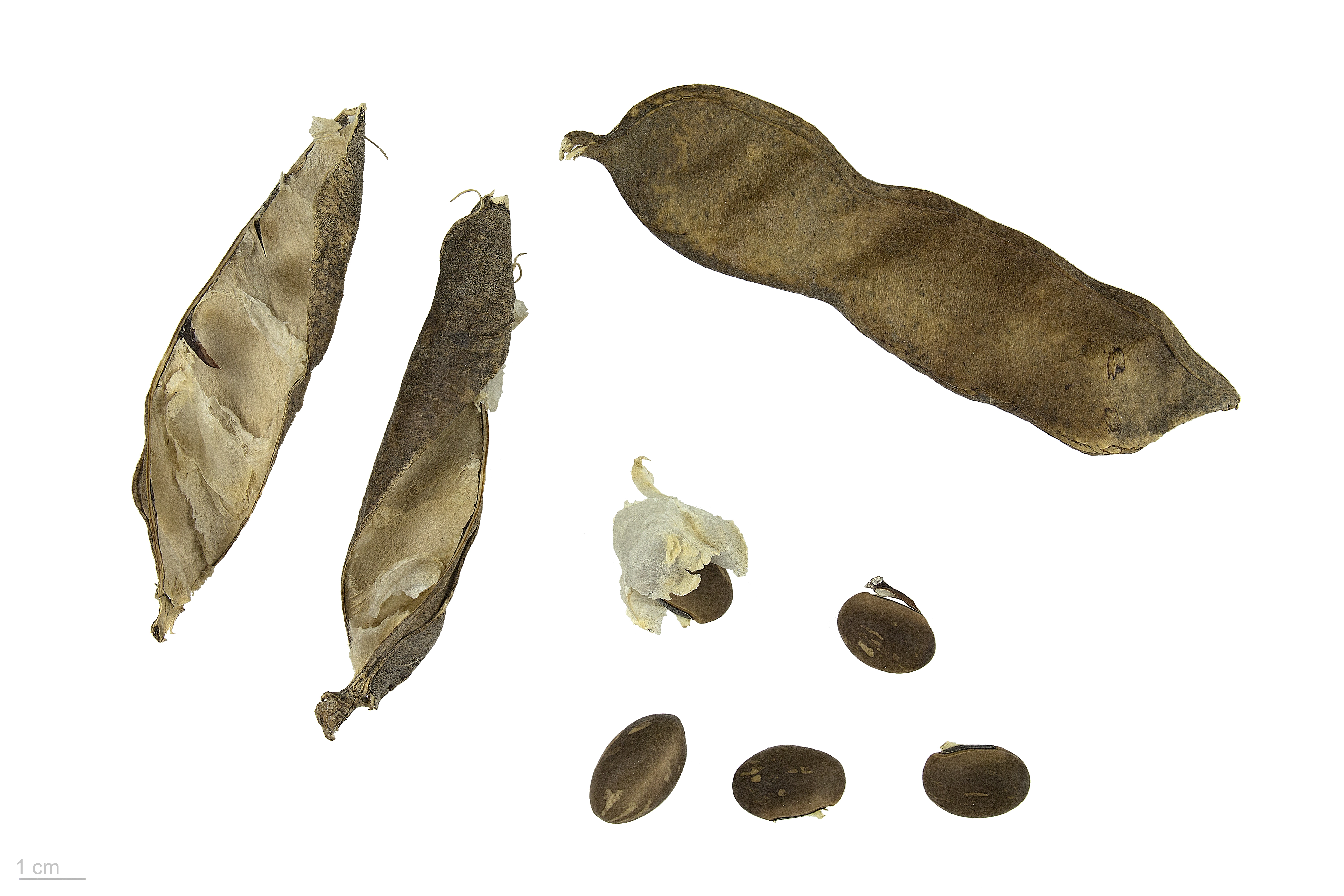